# Marc Unterberger
Marc Unterberger (* 18. Dezember 1988) ist ein deutsch-österreichischer Fußballtrainer.

## Karriere
Ab Sommer 2010 war der gelernte Groß- und Außenhandelskaufmann Unterberger im Nachwuchsbereich der SpVgg Unterhaching tätig und betreute dort verschiedene Jugendmannschaften beginnend ab der U11; ab 2013 war er im Verein fest angestellt. Daneben absolvierte er die Trainerlehrgänge bis einschließlich der A-Lizenz und half unter anderem auch als Kellner im Vereinslokal aus. 2018 übernahm er die U17 des Vereins, die in der B-Junioren-Bundesliga spielte. Nachdem dort in seiner ersten Saison als Elfter von insgesamt 14 Mannschaften in der Staffel Süd/Südwest der Klassenerhalt erreicht werden konnte, belegte die Mannschaft in den beiden folgenden Spielzeiten jeweils Platzierungen im Mittelfeld der Tabelle. Die vierte Saison unter seiner Führung schloss die Mannschaft als Tabellenzweiter ab. Anschließend rückte Unterberger im Sommer 2022 zur U19 des Vereins auf, die in der A-Junioren-Bundesliga antrat, stieg mit ihr am Ende der Saison 2022/23 jedoch aus der Bundesliga ab.
Nachdem Sandro Wagner, der bisherige Cheftrainer der ersten Mannschaft des Vereins in der Regionalliga Bayern, im Frühjahr 2023 seinen Abgang zum Saisonende angekündigt hatte, berief der Verein Unterberger zu dessen Nachfolger ab dem Sommer. Am Saisonende konnte sich die Mannschaft noch mit Wagner in den Aufstiegsspielen zur Dritten Liga durchsetzen. Unterberger verfügte jedoch nicht über die für eine Cheftrainertätigkeit in dieser Liga erforderliche Pro-Lizenz. In der Vergangenheit hatte er sich mehrfach für den entsprechenden Lehrgang beworben, war dort jedoch insbesondere aufgrund seiner bisherigen Vorerfahrung ausschließlich im Jugendbereich nicht aufgenommen worden. Der Verein hielt dennoch an ihm als neuem Trainer fest, woraufhin er sein Amt im Juni 2023 antrat. Nach den ersten beiden Drittliga-Spielen in der neuen Saison belegte der DFB die SpVgg Unterhaching daraufhin im August 2023 mit einer Geldstrafe von 10.000 Euro plus 3.500 Euro für jedes weitere Spiel mit Unterberger als Cheftrainer. Vereinspräsident Manfred Schwabl kündigte an, die Strafe privat zu übernehmen. Sportlich bestritt die Mannschaft eine relativ erfolgreiche Saison und beendete die Hinrunde auf dem fünften Tabellenplatz. Über einen im Rahmen eines Pilotprojektes neu eingeführten Ausbildungsplatz für Trainer, die sich „langfristig bewährt“ haben, wurde Unterberger im Januar 2024 schließlich in den neu beginnenden Lehrgang des DFB zur Pro-Lizenz aufgenommen, woraufhin die Strafzahlungen von bis dahin 80.000 Euro beendet wurden.
Anfang Dezember 2024 trennte sich der Verein von Unterberger, als man nach dem 16. Spieltag der Saison 2024/25 mit 13 Punkten auf dem vorletzten Platz stand und sechs Punkte Rückstand auf den ersten Nicht-Abstiegsplatz hatte.
Am Montagabend, 27. Januar 2025, wurde Marc Unterberger als einer der 17 erfolgreichen Absolventen des 70. DFB Pro Lizenz-Lehrgangs vom Deutschen Fußball-Bund in Frankfurt am Main geehrt.